# Nova Sulkivka, Hmilnîk
Nova Sulkivka (în ucraineană Нова Сулківка) este un sat în comuna Sulkivka din raionul Hmilnîk, regiunea Vinnița, Ucraina.

## Demografie
Componența lingvistică a localității Nova Sulkivka
     Ucraineană (100%)
Conform recensământului din 2001, toată populația localității Nova Sulkivka era vorbitoare de ucraineană (100%).